# Atmautluak, Aljaska
Atmautluak, Aljaska (енгл. Atmautluak) насељено је место без административног статуса у америчкој савезној држави Аљаска.

## Демографија
По попису из 2010. године број становника је 277, што је 17 (-5,8%) становника мање него 2000. године.
| Група             | 2000.     | 2010.    |
| Белци             | 12 (4,1%) | 4 (1,4%) |
| Афроамериканци    | 0 (0,0%)  | 2 (0,7%) |
| Азијати           | 0 (0,0%)  | 0 (0,0%) |
| Хиспаноамериканци | 3 (1,0%)  | 0 (0,0%) |
| Укупно            | 294       | 277      |